# Amphithalamus vallei
Amphithalamus vallei är en snäckart som beskrevs av Carlos Guillermo Aguayo och Damià Jaume 1947. Amphithalamus vallei ingår i släktet Amphithalamus och familjen Barleeiidae. Inga underarter finns listade i Catalogue of Life.